# Sparrenharsviltkelkje
Sparrenharsviltkelkje (Lachnellula resinaria) is een schimmel behorend tot de familie Lachnaceae. Hij leeft saprotroof op wondplekken van levende sparren (Picea).

## Verspreiding
In Nederland komt het sparrenharsviltkelkje zeldzaam voor. 